# Karl Freiherr von Müffling
Karl Wilhelm Paul Arthur Ludolf Werner Freiherr von Müffling (* 1. November 1872 in Hildesheim; † 1. Oktober 1952 in Rommershausen) war ein deutscher Kapitän zur See der Kaiserlichen Marine.

## Leben

### Herkunft
Karl Freiherr von Müffling war der älteste Sohn des preußischen Juristen, Landrats und Polizeipräsident Wilhelm von Müffling genannt Weiß (1839–1912) und Anna, geb. Riedesel Freiin zu Eisenbach (1845–1928).

### Werdegang
Karl Freiherr von Müffling trat am 12. April 1890 in die Kaiserliche Marine ein. Am 20. September 1890 wurde er als Kadett (Ernennung am 14. April 1890) zum Besuch des Seekadetten-Coetus an die Marineschule kommandiert und wurde am 7. April 1891 Seekadett. Im August 1894 kam er als Unterleutnant zur See als Kompanieoffizier zur I. Matrosenartillerie-Abteilung, welche er später auch führen sollte. Er wurde am 22. Mai 1893 zum Leutnant zur See befördert. Am 15. Juni 1896 zum Oberleutnant zur See befördert, war er 1900 erst bei der I. Werftdivision und kam im gleichen Jahr auf der Siegfried.
Später war er 1902 bei der I. Marineinspektion und als Kapitänleutnant (Beförderung am 15. März 1902) bis zur Außerdienststellung Ende 1902 Erster Offizier auf der Schwalbe.
1906 war er Führer der 1. Kompanie der I. Matrosenartillerie-Abteilung.
Als Korvettenkapitän (Beförderung am 30. März 1908) war er von November 1909 bis November 1910 Kommandant der Panther.
Später wurde er Kommandant der I. Matrosenartillerie-Abteilung in Friedrichsort und war, ab 18. November 1912 Fregattenkapitän, mindestens ab 1913 zusätzlich mit der Wahrnehmung der Geschäfte als Kommandant von Friedrichsort beauftragt.
Bis Januar 1915 war er weiterhin Kommandant der I. Matrosenartillerie-Abteilung und Kommandant der Seefront Kiel. Er wurde durch den Kapitän zur See Otto Bechtel abgelöst und kam anschließend bis April 1915 zum Marine-Korps. Am 16. April 1915 wurde er zum Kapitän zur See befördert. Von April 1915 bis zur endgültigen Außerdienststellung im Dezember 1915 war er Kommandant der Brandenburg. Für kurze Zeit, bis Januar 1916, war er Kommandant von Kiel. Als Nachfolger des Konteradmirals Albertus Petruschky wurde er Anfang 1916 Kommandant der II. Matrosenartillerie-Abteilung und in Personalunion Kommandant der Seefront Wilhelmshaven. Diese Position behielt er bis zu seiner Verabschiedung aus der Marine am 21. Februar 1919.
Er war Ehrenritter des Johanniterordens.

### Familie
Karl Freiherr von Müffling heiratete am 2. August 1914 in Friedrichsort Maria Elisabeth von Schuckmann (* 1890), Tochter von Bruno von Schuckmann.